# Giuseppe Chiarolanza
Giuseppe Chiarolanza, né en 1864 à Milan et mort en 1920 à Naples, est un peintre italien.

## Biographie
Il est élève d'Alfonso Simonetti à l'Institut des beaux-arts de Naples et se spécialise dans la peinture de genre et le paysage. Il expose à la Promotrice de Naples en 1880 un Bois de Capodimonte peint sur le motif et s'attache de plus en plus au courant vériste dans ses expositions suivantes qui se tiennent à Naples. En 1890, il obtient une médaille d'argent à l'exposition du Travail qui a lieu à la galerie Humbert Ier, ainsi qu'une médaille de bronze. Il expose à la Nazionale de Rome en 1883 et à Turin en 1898.
Il fait partie des peintres qui sont appelés à décorer le café Gambrinus de Naples dans les années 1890.

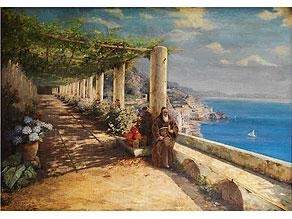
Un capucin sur le bord d'une pergola d'Amalfi donnant sur la baie de Naples, coll. part.
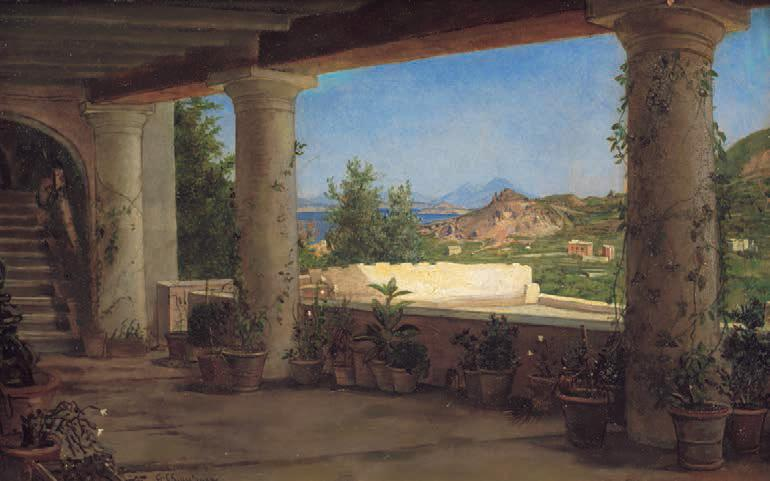
Ischia, coll. part.
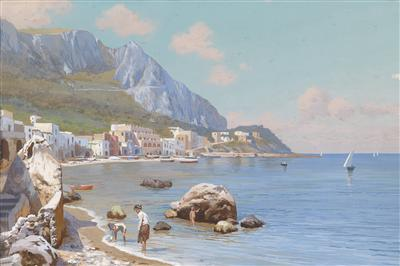
Bord de mer, coll. part.